# Austrotinodes uruguayensis
Austrotinodes uruguayensis är en nattsländeart som beskrevs av Angrisano 1994. Austrotinodes uruguayensis ingår i släktet Austrotinodes och familjen trattnattsländor. Inga underarter finns listade i Catalogue of Life.